# کادری گوکتولگا
کادری گوکتولگا (ترکی استانبولی: Kadri Göktulga; ۱ ژانویهٔ ۱۹۰۴ – ۲۵ اکتبر ۱۹۷۳) بازیکن فوتبال اهل ترکیه بود.
از باشگاه‌هایی که در آن بازی کرده‌است می‌توان به باشگاه فوتبال فنرباغچه اشاره کرد.